# Darklands (album)
Pour les articles homonymes, voir Darklands (homonymie).
Albums de The Jesus and Mary Chain
Psychocandy
(1985) Barbed Wire Kisses
(1988)
Darklands est un album de The Jesus and Mary Chain, sorti en 1987.

## L'album
Après le succès de Psychocandy, le groupe est attendu au tournant. Les singles Some Candy Talking (qui le jour de sa sortie provoque des queues devant les disquaires) et April Skies (qui entre aussitôt au top 10 britannique) sont des réussites mais Happy when it rains ne marche pas aussi bien. L'album, cependant, atteint la 5e place du hit-parade britannique. C'est un album en contrepoids du précédent, sans larsen, avec des guitares acoustiques et des paroles audibles. Les concerts du groupe ne se terminent plus en émeutes. Le renouveau du groupe est ainsi réussi. Il est référencé parmi Les 1001 albums qu'il faut avoir écoutés dans sa vie. 

### Titres
Tous les titres sont de Jim Reid et William Reid.
1. Darklands (5:29)
2. Deep One Perfect Morning (2:43)
3. Happy When It Rains (3:36)
4. Down on Me (2:36)
5. Nine Million Rainy Days (4:29)
6. April Skies (4:00)
7. Fall (2:28)
8. Cherry Came Too (3:06)
9. On the Wall (5:05)
10. About You (2:33)

### Musiciens
- Jim Reid : voix, guitare, basse, programmation boîte à rythmes
- William Reid : voix, guitare, basse, programmation boîte à rythmes